# Metrioidea morula
Metrioidea morula är en skalbaggsart som först beskrevs av J. L. Leconte 1865.  Metrioidea morula ingår i släktet Metrioidea och familjen bladbaggar. Inga underarter finns listade i Catalogue of Life.